# Stichoplastoris asterix
Stichoplastoris asterix är en spindelart som först beskrevs av Valerio 1980.  Stichoplastoris asterix ingår i släktet Stichoplastoris och familjen fågelspindlar.
Artens utbredningsområde är Costa Rica. Inga underarter finns listade i Catalogue of Life.